# Babiana rubella
Babiana rubella är en irisväxtart som beskrevs av Peter Goldblatt och John Charles Manning. Babiana rubella ingår i släktet Babiana och familjen irisväxter. Inga underarter finns listade i Catalogue of Life.